# 名誉委員
名誉委員（めいよいいん）とは、委員会と称する機関において定められる栄誉職あるいは称号のひとつ。栄誉称号、名誉称号、あるいは各種機関・団体における名誉役員の職名の一種。関連する職名として名誉委員長、名誉副委員長、類似の職名として名誉特別委員、名誉幹部会委員がある（名誉特別委員、名誉幹部会委員は本項で解説）。

## オリンピック委員会における名誉委員
国際オリンピック委員会(IOC)における役職、学会における役職、または社団法人日本自動車連盟が授与する称号のひとつとしても存在する。IOCでは、2013年にジャック・ロゲが会長職を退く際、役員としての権能を持たない名誉委員となることを表明したのはその主たる例である。また、各競技におけるスポーツ国際連盟の会長以下の要職者も国際オリンピック委員会名誉委員を兼務する例もあり、リオオリンピックの前年、2015年には国際陸上競技連盟元会長のラミーヌ・ディアックがロシアの選手のドーピング疑惑に絡み、フランス捜査機関の捜査を受けた事件を受け、国際オリンピック委員会の名誉委員の資格停止処分を受け、辞任する事案も発生している。また、国単位で設置されるオリンピック委員会にも名誉委員の役職があり、主に各競技団体の役員や役員経験者が務めている。

## 国際交流会議における名誉委員
日本・米国両国が共同で設置する日米文化教育交流会議(CULCON)では、2016年6月16日・17日両日にわたり第27回の会議を開催し、駐日アメリカ合衆国大使キャロライン・ケネディに対し、同会議委員長から「CULCON名誉委員」の栄誉称号が贈られている。

## 日本共産党における名誉幹部会委員（廃止された職名）
日本共産党では、かつて党規約にて「名誉役員や顧問を置くことができる」と規定し、この規定をもとに名誉役員の具体的な職名として名誉議長や名誉幹部会委員の呼称を運用してきた。しかし、2000年11月の党大会で規約から顧問の職を除外し、名誉議長と名誉幹部会委員の職名を廃止し、名誉役員に一本化している。

## 戦前の各種公的団体における名誉特別委員および名誉委員
戦前(太平洋戦争)の日本でも公的団体の中で名誉委員等の役職が置かれていたことがある。一例として、大正天皇即位の礼に伴い都道府県単位で設立された大礼奉祝会でも名誉特別委員および名誉委員が置かれた。京都府の大礼奉祝会では名誉特別委員として京都市内の名士から40名が、名誉委員には各公同組合55名、火災保険会社などから11名の計66名が任命されている。

### 報道資料
- 『朝日新聞』2013年7月11日朝刊
- 『朝日新聞』2015年11月12日朝刊
- 『読売新聞』2013年11月12日東京朝刊
- 『読売新聞』2000年9月27日東京夕刊
- 『読売新聞』2015年11月12日東京朝刊

### インターネット資料
- 国際交流基金ウェブサイト「第27回日米文化教育交流会議(カルコン) 開催」